# Swiss International Air Lines
A Swiss International Air Lines AG (IATA: LX, ICAO: SWR, Hívójel: SWISS), közismert nevén SWISS – Svájc nemzeti légitársasága – menetrend szerinti járatokat üzemeltet Európából Észak-Amerikába, Dél-Amerikába, Afrikába és Ázsiába. A zürichi repülőtér az egyetlen bázisa, a genfi repülőtér pedig fókusz-repülőtere. A légitársaság a Swissair, Svájc akkori nemzeti légitársaságának 2002-es csődjét követően jött létre. Az új légitársaság a Swissair korábbi regionális leányvállalata, a Crossair köré épült. A Swiss megtartotta a Crossair LX IATA-kódját (a Swissair kódja SR volt). A nemzetközi légiforgalmi jogok fenntartása érdekében átvette a Swissair régi ICAO-kódját, az SWR-t (a Crossairé a CRX volt). A Star Alliance tagja és a Lufthansa-csoport leányvállalata. Székhelye a svájci Bázel melletti Bázel–Mulhouse–Freiburg-EuroAirport repülőtéren található, irodája pedig a svájci Klotenben, a zürichi repülőtéren van. A vállalat bejegyzett székhelye Bázelben található.
2020. november 18-án bejelentették, hogy Dieter Vranckx 2021. január 1-jétől átveszi a vezérigazgatói pozíciót. Vranckx 20 éve dolgozik a Lufthansa-csoportnál, 2020 és 2021 között a csoporthoz tartozó Brussels Airlines vezérigazgatója volt.

## Története

### Kezdetek
A Swiss a korábbi svájci légitársaság, a Swissair 2002-es csődje után jött létre. A Crossair bevételének negyven százaléka a Swissairtől származott. Az új légitársaság 2002 és 2005 között 1,6 milliárd dollárt veszteséget könyvelt el. A légitársaság legnagyobb hitelezői, a Credit Suisse és a UBS eladták a Swissair eszközállományának egy részét a Crossairnek, amely a Swissair regionális megfelelője volt. Abban az időben mind a Swissair, mind a Crossair ugyanannak a holdingnak, a SAirGroupnak volt a része. A Crossair később Swiss International Air Lines-ra változtatta nevét, és az új nemzeti légitársaság hivatalosan 2002. március 31-én kezdte meg működését. A légitársaság eredetileg intézményi befektetők (61,3%), a Svájci Államszövetség (20,3%), kantonok és közösségek (12,2%) és egyéb szervezetek (6,2%) tulajdonában volt. A Swiss tulajdonában van még két leányvállalat, a Swiss Sun (100%) és a Crossair Europe (99,9%). 2014-ben 7 383 alkalmazottat foglalkoztatott.
Marcel Biedermann, a Swiss nemzetközi piacokért felelős ügyvezető igazgatója szerint három lehetősége volt a Swissairnek: piaci rést betöltő légitársaságként függetlennek maradni, felismerhetetlenné zsugorodni, vagy egy másik légitársasági csoporthoz csatlakozni. Az utóbbi lehetőséget választották. A Swiss tárgyalt az Air France-KLM csoporttal, a British Airways-szel és a Lufthansával. A bizonytalan jövőjű légitársaság adósságai miatt nem tűnt vonzó befektetésnek. A KLM-mel való egyesülés után az Air France túlságosan elfoglalt volt ahhoz, hogy a Swiss csatlakozásával foglalkozzon. A British Airways nyitott volt, és a Oneworld-partnerek úgy gondolták, hogy a zürichi repülőtér életképes alternatív csomópont lenne London-Heathrow-i repülőtér helyett.

A Swiss International Air Lines első logója, amelyet 2002-től 2011-ig használtak.

Közel egyéves vita után a Swiss-t végül felvették a Oneworld légiszövetségbe, miután a British Airways – amely számos hosszú távú útvonalon versenyzett a légitársasággal – visszavonta vétóját. 2004. június 3-án a Swiss bejelentette, hogy mégsem csatlakozik a Oneworld-höz, mert nem akarja integrálni törzsutasprogramját a British Airways Executive Clubjába. Ráadásul úgy gondolta, hogy a kapcsolat egyoldalú, ahol a British Airways kihasználja a légitársaság előnyeit, de ők nem kapnak cserébe semmit.

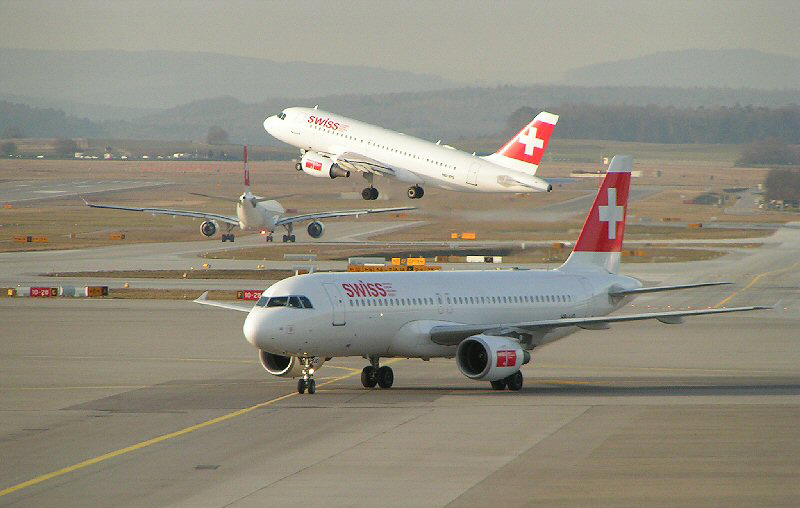
A Swiss három Airbus repülőgépe: egy A319-100, egy A320-200 és egy A330-200, mindhárom a légitársaság legelső festésében.

### Pénzügyi kilábalás
A légitársaság évente megfelezte veszteségét, és 2006-ban 220 millió dolláros nettó nyereséget ért el. A 2007-es nettó nyeresége 570 millió dollár volt. Biedermann az Airways 2008. márciusi számában azt nyilatkozta, hogy „ez volt a kezdete annak, hogy rendbe hozzuk a dolgainkat”. A Swiss a kisebb útvonalhálózat ellenére is ugyanannyi utast szállított, mint 2002-ben.
2005. március 22-én a Lufthansa-csoport megerősítette a Swiss International Air Lines átvételére vonatkozó szándékát. Első lépésben létrehozták az Air Trust nevű társaságot, amely megszerezte a Swiss részvényeinek kisebbségi részesedését (11%-ot). A Swiss tevékenységét 2005 végétől fokozatosan integrálták a Lufthansáéba, a felvásárlás 2007. július 1-jén fejeződött be. 2006. április 1-jén a Swiss csatlakozott a Star Alliance-hoz és tagja lett a Lufthansa Miles & More törzsutasprogramjának.
A légitársaság Swiss European Air Lines néven regionális leányvállalatot hozott létre. A légitársaság saját üzemeltetői engedéllyel rendelkezett. Két részleg – a Swiss Aviation Training és a Swiss WorldCargo (az utasszállító repülőgépek teherszállító kapacitását használva) – szintén a Swiss tulajdonában van. A Swiss European Air Lines (későbbi nevén Swiss Global Air Lines) azóta megszűnt, és beolvadt anyavállalatába, a Swissbe.

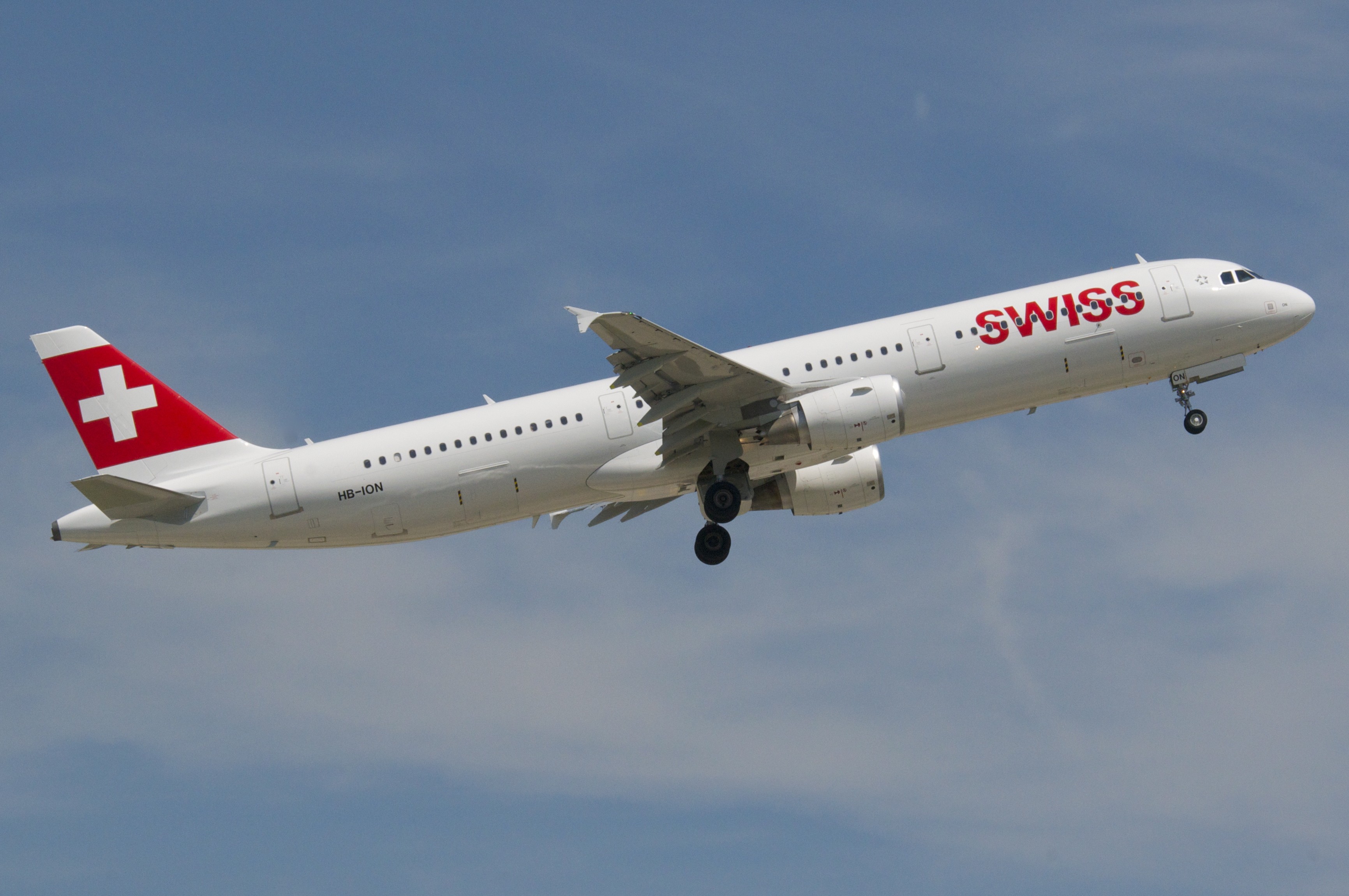
A Swiss egyik Airbus A321-ese, a légitársaság második festésében

2008-ban a Swiss International Air Lines felvásárolta az Edelweiss Air és a Servair légitársaságot, az utóbbit később Swiss Private Aviation névre keresztelte át. 2011 februárjában a Swiss Private Aviation szerkezetátalakítás következtében beszüntette működését. A vállalat helyette a Lufthansa Private Jet Service igénybevételét ajánlotta.
2007-ben a Swiss kilenc Airbus A330-300-as repülőgépet rendelt, amelyek fokozatosan felváltották a meglévő A330-200-asokat. Az első A330-300-as 2009 áprilisában állt szolgálatba a legfontosabb Zürich–New York-JFK útvonalon. 2010 tavaszán a Swiss öt A330-300-ast üzemeltetett közép- és hosszútávú útvonalakon. A fennmaradó négy A330-300-as 2011-ben csatlakozott a flottához.

### A légitársaság felvásárlása
A Lufthansa-csoport általi felvásárlást követően a regionális flottát lecserélték: a Crossair által használt Embraer ERJ és Saab gépek helyett Avro RJ típusú gépeket üzemeltetett a Swiss száz százalékos leányvállalata, a Swiss Global Air Lines. A flotta többi részét egységesítették, így az főként Airbus repülőgépekből áll, de tartalmaz Boeing 777-est is.
A Swiss újratárgyalta a beszállítói szerződéseit, így a földi kiszolgálásra, a karbantartásra az étkeztetésre és a munkaerőre vonatkozóakat is. A légitársaság részvényesei teljesítményalapú részvényopciót kaptak. A kifizetés 2008-ban történt, és az összege attól függött, hogy a Lufthansa részvényei mennyire álltak jól a versenytársak részvényeihez képest. A Lufthansa megtartotta a Swiss márkanevet.
2010-ben a Swiss és a Lufthansa neve szerepelt az Európai Bizottság árrögzítéssel kapcsolatos vizsgálatában, de a szerepvállalásuk miatt nem szabtak ki rájuk bírságot.
2011. augusztus 18-án a Swiss új logót vezetett be, amely a megszűnt Swissair logójára hasonlít.

## A vállalat működése

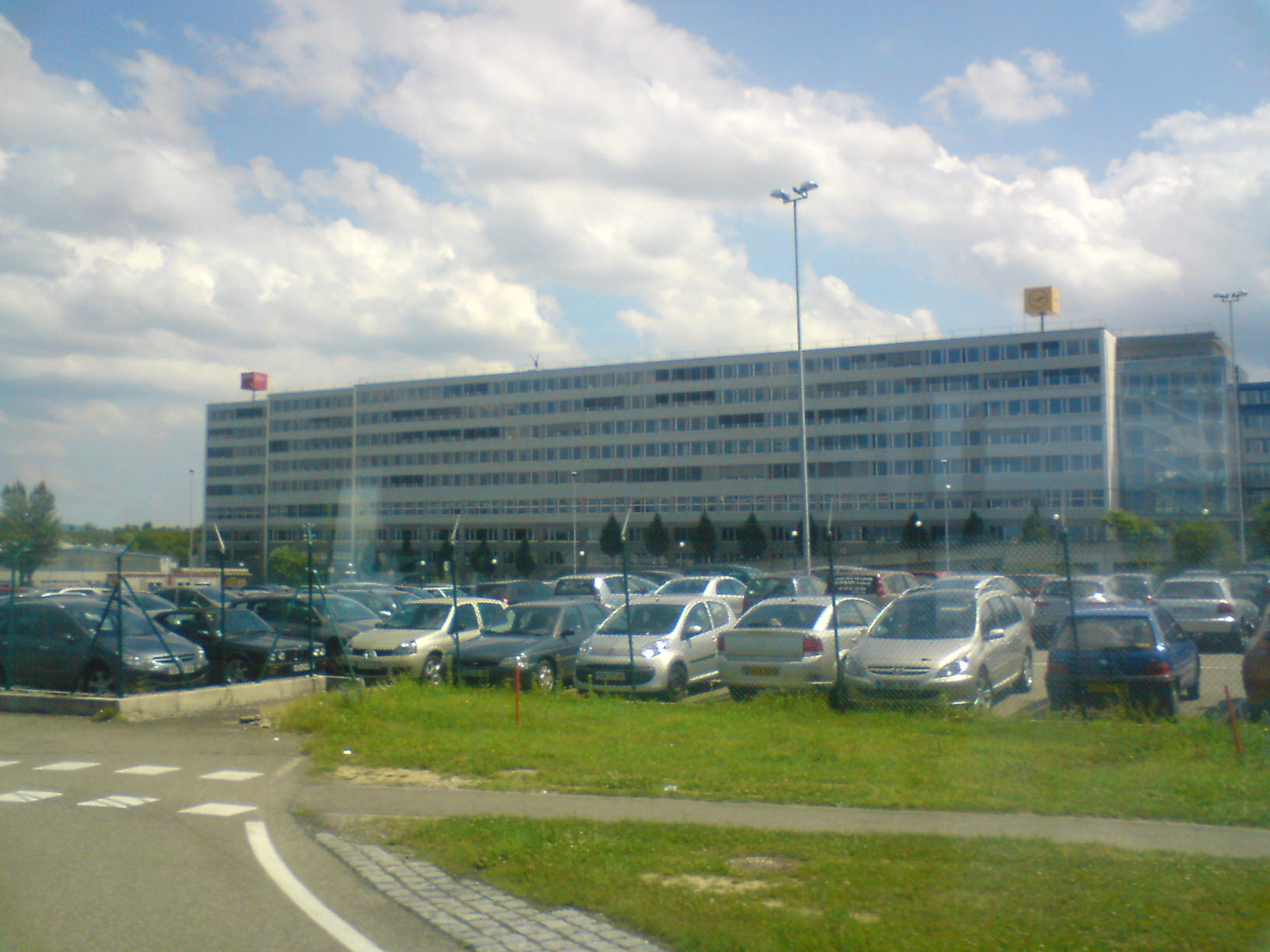
A Swiss International Air Lines székhelye

### Székhely
A Swiss International Air Lines központja a svájci Bázel közelében található Bázel–Mulhouse–Freiburg-EuroAirport repülőtéren található. A francia-svájci repülőtér francia területen található, és vámmentes hozzáférést biztosít Svájchoz. Azonban a Swiss székhelye a repülőtér svájci oldalán található, és csak Svájcból érhető el. A cégjegyzék szerint a jogi székhely Bázelben van.
A Swiss International Air Lines székhelye korábban a Crossair székhelye volt. 2002-ben az épületen lévő „Crossair” feliratot „Swiss International Air Lines” feliratra cserélték. 2004-ben Bázelben mintegy 1000 alkalmazottat foglalkoztattak, míg a Zürichben mintegy 850-et. Amikor a Swiss elindult, körülbelül 1400–1500-an dolgoztak Bázelben.
A légitársaság a zürichi repülőtéren és a genfi repülőtéren is működtet irodát.

### Leányvállalatok
A következő vállalatok tartoznak a Swiss International Air Lines csoporthoz:

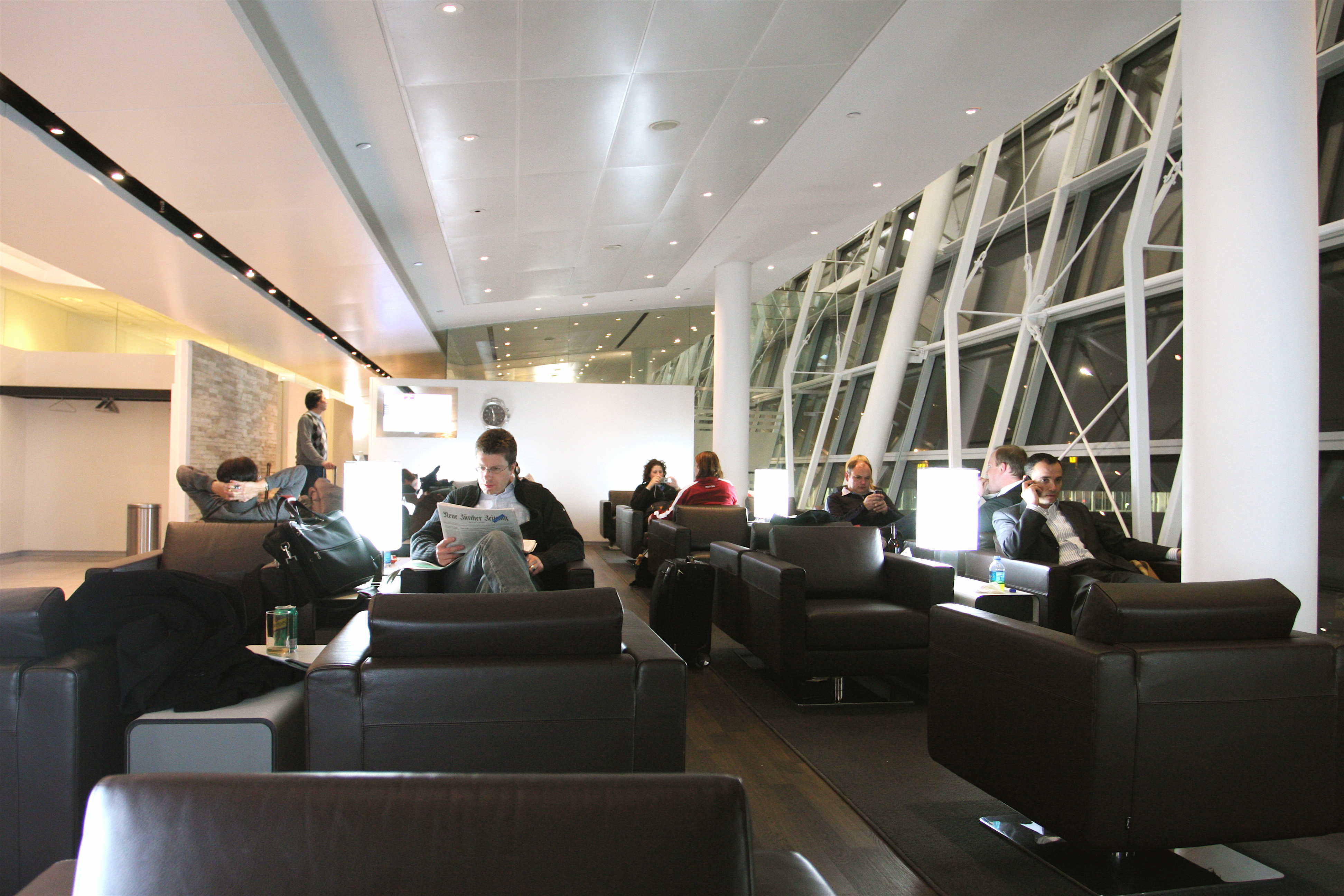
A légitársaság várója a John Fitzgerald Kennedy nemzetközi repülőtéren

- Edelweiss Air
- Swiss AviationSoftware
- Swiss Aviation Training
- Swiss WorldCargo
- SWISStours[21]

### Szolgáltatások
Az európai járatokon a Swiss általában csak italokat szolgál fel, de bizonyos napszakokban és a hosszabb járatokon snackeket is kínál. A rövidebb járatokon hideg, a hosszabb járatokon meleg ételeket szolgálnak fel. A turistaosztályon a szolgáltatás magában foglal svájci pékségből származó szendvicseket. Minden járat leszállása előtt az utasok egy kis tábla svájci csokoládét kapnak, amelyen a „SWISS” felirat és a repülőgépek jellegzetes vezérsíkja szerepel. Az Airbus A220-as repülőgépek genfi szolgáltatásaihoz a Swiss Saveurs nevű fedélzeti vásárlási rendszer áll rendelkezésre.

### Vonat és busz
A Swiss Airtrain lehetővé teszi az utasai számára, hogy a zürichi repülőtérről Basel Hauptbahnhofra és a luganói pályaudvarra bármelyik SBB-vonattal felár nélkül utazhassanak. A Swiss korábban Swissbus-járatot üzemeltetett az ottawai vasútállomásról a montréali Montréal-Trudeau nemzetközi repülőtérre.

## Célállomások

### Codeshare partnerek
A Swiss a következő légitársaságokkal kötött codeshare-megállapodást:
| - Air Canada - Air China - Air France - Air India - Air Malta - All Nippon Airways - Asiana Airlines | - Austrian Airlines - Avianca - Brussels Airlines - Cathay Pacific - Croatia Airlines - Edelweiss Air - EgyptAir | - El Al - Eurowings - LOT - Lufthansa - Scandinavian Airlines - Singapore Airlines - South African Airways | - TAP Portugal - Thai Airways International - United Airlines - Vistara |

### Interline partnerek
A Swiss a következő légitársaságokkal kötött interline-megállapodást:
| - Aerolíneas Argentinas - Aeroméxico - Air Austral - Air Dolomiti - Air Mauritius - American Airlines - Bangkok Airways - British Airways - China Airlines - China Eastern Airlines - China Southern Airlines | - Condor - Delta Air Lines - Emirates - Finnair - Gol Transportes Aéreos - Gulf Air - Helvetic Airways - Iberia Airlines - Icelandair - Japan Airlines - Jetstar Airways | - Kenya Airways - KLM - Korean Air - LATAM Chile - Luxair - Malaysia Airlines - Mandarin Airlines - Middle East Airlines - Oman Air - Pakistan International Airlines - Precision Air | - Qantas - Qatar Airways - Rossiya Airlines - Saudia - Shanghai Airlines - SunExpress - SriLankan Airlines - Turkish Airlines - Vietnam Airlines - Virgin Atlantic |

## Flotta

### Jelenlegi flotta
2025 januárjában a Swiss International Air Lines (a leányvállalata, az Edelweiss Air kivételével) a következő repülőgépeket üzemeltette:
| Típus            | Összes | Rendelés | Férőhely | Férőhely | Férőhely | Férőhely | Férőhely | Férőhely | Megjegyzés                                                                                         |
| Típus            | Összes | Rendelés | F        | B        | E+       | E        | Összesen | Források | Megjegyzés                                                                                         |
| ---------------- | ------ | -------- | -------- | -------- | -------- | -------- | -------- | -------- | -------------------------------------------------------------------------------------------------- |
| Airbus A220-100  | 9      | —        | —        | 12       | —        | 113      | 125      | [ 32 ]   | Az első ügyfél volt.                                                                               |
| Airbus A220-300  | 21     | —        | —        | 18       | —        | 127      | 145      | [ 32 ]   | |
| Airbus A320-200  | 11     | —        | —        | 20       | —        | 160      | 180      | [ 32 ]   | Néhány repülőgépet a Swissairtől vettek át. Három repülőgép a Star Alliance színeiben látható.     |
| Airbus A320neo   | 8      | 9        | —        | 20       | —        | 160      | 180      | [ 32 ]   | Eredeti megrendelés tíz darabra, hét opcióval.                                                     |
| Airbus A321-100  | 3      | —        | —        | 32       | —        | 187      | 219      | [ 32 ]   | A Swissair megszűnése után vette át.                                                               |
| Airbus A321-200  | 3      | —        | —        | 32       | —        | 187      | 219      | [ 32 ]   | |
| Airbus A321neo   | 4      | 4        | —        | 32       | —        | 187      | 219      | [ 32 ]   | Eredeti megrendelés öt darabra, három opcióval. Egyes megrendelések Airbus A321LR-re módosíthatók. |
| Airbus A330-300  | 14     | —        | 8        | 45       | —        | 183      | 236      | [ 38 ]   | |
| Airbus A340-300  | 5      | —        | 8        | 47       | —        | 168      | 223      | [ 39 ]   | 2025 közepéig nyugdíjazzák.                                                                        |
| Airbus A350-900  | —      | 10       | 3        | 45       | 38       | 156      | 242      | [ 41 ]   | Kiszállítás 2025 közepétől az A340-esek cseréjére.                                                 |
| Boeing 777-300ER | 12     | —        | 8        | 62       | 24       | 226      | 320      | [ 42 ]   | |
| Összesen         | 88     | 17       |          |          |          |          |          |          | |

A svájci Helvetic Airways tíz Embraer 190-est üzemeltet a Swiss nevében. Miután a Helvetic Airways vásárolt a típusból, a Helvetic Airways a Swiss nevében Embraer 190-E2 típusú repülőgépeket is üzemeltet. Az Adria Airways két Saab 2000-est üzemeltetett a Zürich–Lugano útvonalon, amelyet a légitársaság 2019. szeptember 30-i csődje után felfüggesztettek.
A Boeing 777-300ER és az Airbus A220-100/-300-as repülőgépeket a Swiss Global Air Lines üzemeltette egészen addig, amíg a leányvállalat 2018 áprilisában meg nem szüntette működését, az adminisztrációs költségek csökkentése és a Swiss flottaegyesítésének érdekében.

### Flottafejlesztés
2010. szeptember 22-én a Lufthansa 48 új repülőgép megrendelését jelentette be, amelyek közül több a Swiss számára készült.
2013 márciusában a Swiss hat darab Boeing 777-300ER-t rendelt. 2015. március 12-én a Swiss megerősítette, hogy a Lufthansa-csoport további három Boeing 777-300ER-t rendelt számára. A 777-eseket a Swiss Global Air Lines üzemeltette és onnan bérelte őket az anyavállalat. A Swiss megerősítette, hogy minden 777-300ER repülőgépen korszerűsített elsőosztályú kabin lesz nyolc privát lakosztállyal és 32 colos televízióval, 62 üzleti osztályú üléssel, amelyek egy több mint két méter hosszú, teljesen sík ággyá alakíthatók, valamint 270 turistaosztályú üléssel, egy sorban 10 ülőhellyel 3-4-3 elrendezésben. Az A330-as és A340-es repülőgépeken alkalmazott ülésosztást és -szélességet alkalmazzák a 777-eseken is. Az első ilyen új utasszállító repülőgépet 2016 januárjában adták át. A Boeing repülőgépek a Swiss legtöbb A340-es repülőgépét váltották fel, míg a fennmaradó öt A340-est felújították.
2014-ben a Swiss bejelentette, hogy felújítja A320-as flottáját és a régebbi A320-asokat és A321-eseket A320/A321neókra cseréli. Az A319-eseket a Swiss Global Air Lines Avro-flottájával együtt Bombardier CS300-as repülőgépekre cserélték. Az utolsó Avro RJ100-as repülőgép, a HB-IYZ lajstromjelű 2017. augusztus 15-én teljesítette utolsó járatát, az LX7545 számú járatot Genfből Zürichbe.
A Swiss első CS300/A220-300-as repülőgépe (az RJ100-asok és a régebbi A319/A320-asok helyett) 2017. június 1-jén állt szolgálatba, a Genfből Londonba tartó első kereskedelmi járatával. A Swiss volt az Airbus A220-as család (korábbi nevén Bombardier CSeries) első vásárlója, az első CSeries repülőgépet, egy CS100-ast (A220-100) 2016 júniusában adták át a légitársaságnak (lajstromjele HB-JBA). Az első kereskedelmi járata Zürich és Párizs-Charles de Gaulle repülőtér között közlekedett.

## Balesetek és incidensek
- 2002. július 10-én a Swiss International Air Lines 850-es járata(wd), egy Saab 2000-es lezuhant Werneuchen repülőterén. A baleset oka: nem megfelelő időjárási információ és a kifutópálya nem megfelelő jelzései. A baleset következtében a futómű leszakadt, és a repülőgépen tűz ütött ki. A fedélzeten mindenki túlélte a balesetet, a repülőgép azonban javíthatatlan károkat szenvedett.[52]
- 2013. december 3-án London-Heathrow-i repülőtéren a Swiss International Air Lines Airbus A320-200-as repülőgép farka leszállás közben végigsúrolta a kifutópályát, mert a pilóta túl magasra emelte a gép orrát. Senki nem sérült meg; a repülőgépben csak kisebb károk keletkeztek, így 2014. február 7-én vissza tudott állni a szolgálatba.[53]
- 2015. január 20-án a nürnbergi repülőtéren jégtelenítés közben a Helvetic Airways(wd) által a Swiss International Air Lines nevében üzemeltetett Fokker 100-as segédhajtóműve felrobbant. Az incidensben senki sem sérült meg.[54]

## Fordítás
Ez a szócikk részben vagy egészben  a   Swiss International Air Lines című angol Wikipédia-szócikk ezen változatának fordításán alapul.  Az eredeti cikk szerkesztőit annak laptörténete sorolja fel. Ez a jelzés csupán a megfogalmazás eredetét és a szerzői jogokat jelzi, nem szolgál a cikkben szereplő információk forrásmegjelöléseként.